# Yuhei Tokunaga
Yuhei Tokunaga (徳永 悠平, Tokunaga Yuhei, Unzen, 25 september 1983) is een Japans voetballer die als verdediger speelt bij V-Varen Nagasaki.

## Japans voetbalelftal
Yuhei Tokunaga debuteerde in 2009 in het Japans nationaal elftal en speelde 7 interlands.. Hij vertegenwoordigde zijn vaderland op de Olympische Spelen 2004 in Athene, waar de selectie onder leiding van bondscoach Masakuni Yamamoto in de groepsronde werd uitgeschakeld.

## Statistieken
| Japans voetbalelftal | Japans voetbalelftal | Japans voetbalelftal |
| Jaar                 | Wed.                 | Dlp.                 |
| -------------------- | -------------------- | -------------------- |
| 2009                 | 5                    | 0                    |
| 2010                 | 2                    | 0                    |
| 2011                 | 0                    | 0                    |
| 2012                 | 0                    | 0                    |
| 2013                 | 2                    | 0                    |
| Totaal               | 9                    | 0                    |